# Willi Krakau
Willi Krakau, nemški dirkač Formule 1, * 4. december 1911, Nemčija, † 26. april 1995, Nemčija.
Willi Krakau je pokojni nemški dirkač Formule 1. V svoji karieri je nastopil le na domači dirki za Veliko nagrado Nemčije v sezoni 1952, kjer se je z dirkalnikom AFM lastnega privatnega moštva sicer kvalificiral na dirko, toda zaradi okvare dirkalnika ni štartal. Umrl je leta 1995.

## Popolni rezultati Formule 1
(legenda) (odebeljene dirke pomenijo najboljši štartni položaj, poševne pa najhitrejši krog, †-uvrščen kljub odstopu)
| Leto | Moštvo       | Šasija | Motor          | 1   | 2   | 3   | 4   | 5  | 6       | 7   | 8   | Prv | Toč |
| ---- | ------------ | ------ | -------------- | --- | --- | --- | --- | -- | ------- | --- | --- | --- | --- |
| 1952 | Willi Krakau | AFM    | BMW Straight-6 | ŠVI | 500 | BEL | FRA | VB | NEM DNS | NIZ | ITA | -   | 0   |